# Just Like You (альбом Falling in Reverse)
| Совокупная оценка       | Совокупная оценка |
| Источник                | Оценка            |
| ----------------------- | ----------------- |
| Metacritic              | 76/100            |
| Оценки критиков         |                   |
| Источник                | Оценка            |
| Alternative Press       | 90/100            |
| Revolver (magazine)     | [ 2 ]             |
| Ultimate Guitar Archive | [ 3 ]             |
| Sputnikmusic            | [ 4 ]             |
| Rock Sound              | (positive)        |
| Punknews.org            | [ 6 ]             |

Just Like You (в пер. англ. Просто как ты)  — третий альбом американской пост-хардкор-группы Falling In Reverse. Релиз альбома состоялся 24 февраля 2015 года на лейбле Epitaph Records, однако реклама альбома на официальном сайте группы появилась 17 февраля.

## Список композиций
| №                   | Название                            | Длительность |
| ------------------- | ----------------------------------- | ------------ |
| 1.                  | «Chemical Prisoner»                 | 4:20         |
| 2.                  | «God, If You Are Above...»          | 3:36         |
| 3.                  | «Sexy Drug»                         | 3:14         |
| 4.                  | «Just Like You»                     | 3:32         |
| 5.                  | «Guillotine IV (The Final Chapter)» | 3:35         |
| 6.                  | «Stay Away»                         | 3:21         |
| 7.                  | «Wait and See»                      | 4:38         |
| 8.                  | «The Bitter End»                    | 4:03         |
| 9.                  | «My Heart's To Blame»               | 3:49         |
| 10.                 | «Get Me Out»                        | 3:45         |
| 11.                 | «Die For You»                       | 3:44         |
| 12.                 | «Brother»                           | 3:21         |
| Общая длительность: | Общая длительность:                 | 45:00        |

| №                   | Название            | Длительность |
| ------------------- | ------------------- | ------------ |
| 13.                 | «My Apocalypse II»  | 3:45         |
| 14.                 | «Pray»              | 3:37         |
| Общая длительность: | Общая длительность: | 52:22        |

## Позиции в чартах
| Чарт (2015)                            | Позиция |
| -------------------------------------- | ------- |
| Australian Albums (ARIA)               | 8       |
| New Zealand Albums (Recorded Music NZ) | 27      |